# La Molina de Ridolaina
la Molina de Ridolaina és una masia a l'est del terme municipal de Montellà i Martinet (la Baixa Cerdanya) molt a prop del termenal amb Bellver de Cerdanya. Formà part de l'antic terme de Ridolaina. Quedà deshabitada a principis de la dècada dels 60 i posteriorment fou comprada pel municipi de Montellà i Martinet, que l'incorporà a les terres comunals de la vall de Ridolaina. Masia de planta i dos pisos, amb dues pallisses, una a l'oest, adjacent a la casa, i una altra, mig esfondrada, al sud-oest, davant de la casa.